# Zone militaire 6 (Sénégal)
La Zone militaire 6 a été créée en 1997 sous l'autorité du général Lamine Cissé, Chef d'état-major général des armées (Sénégal).

## Commandants notables de la Zone Militaire 6
- Colonel Babacar Gaye du 07/11/1997 au 05/04/2000